# Krumova dynastie

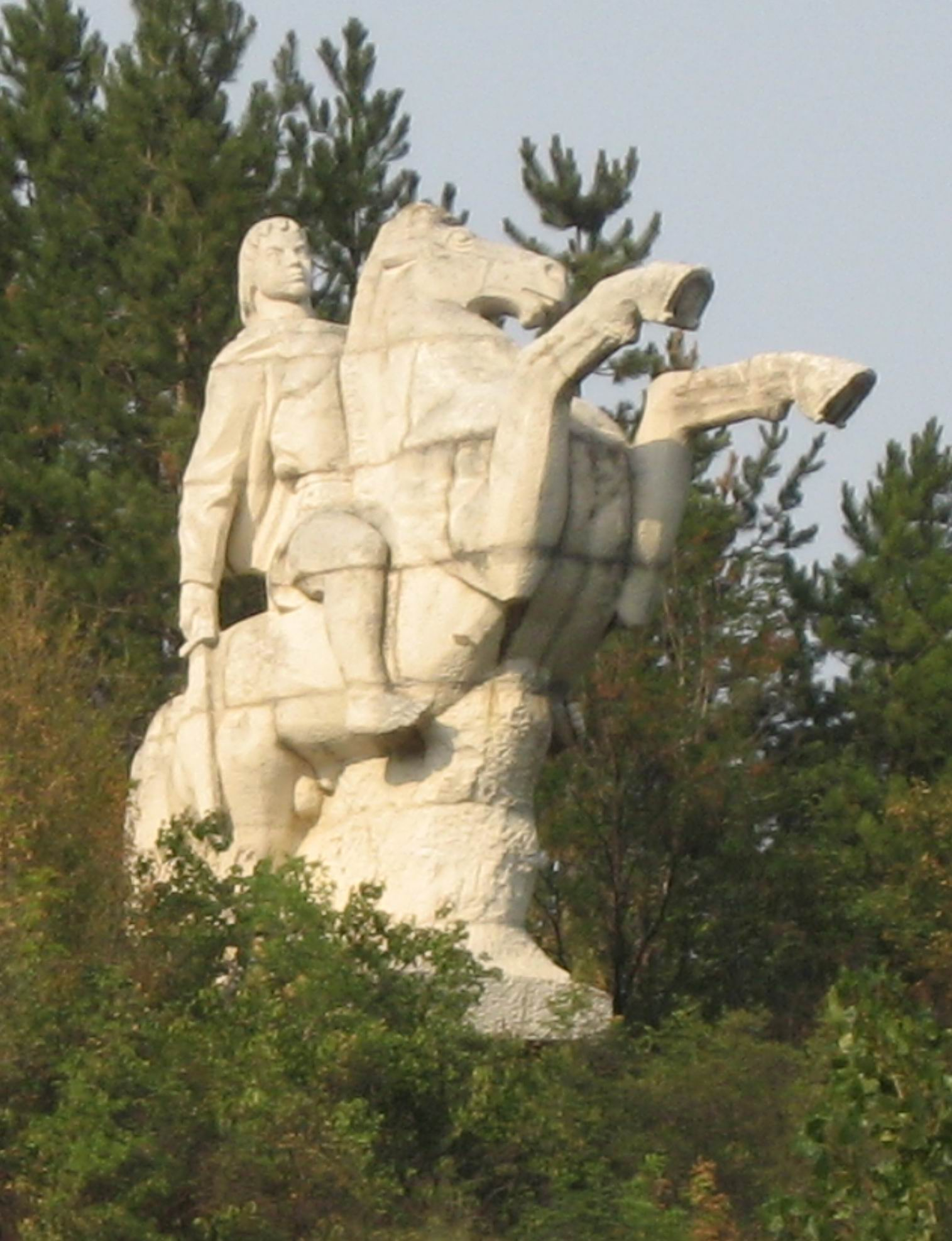
Socha chánа Krumа ve starověké pevnosti Misionis

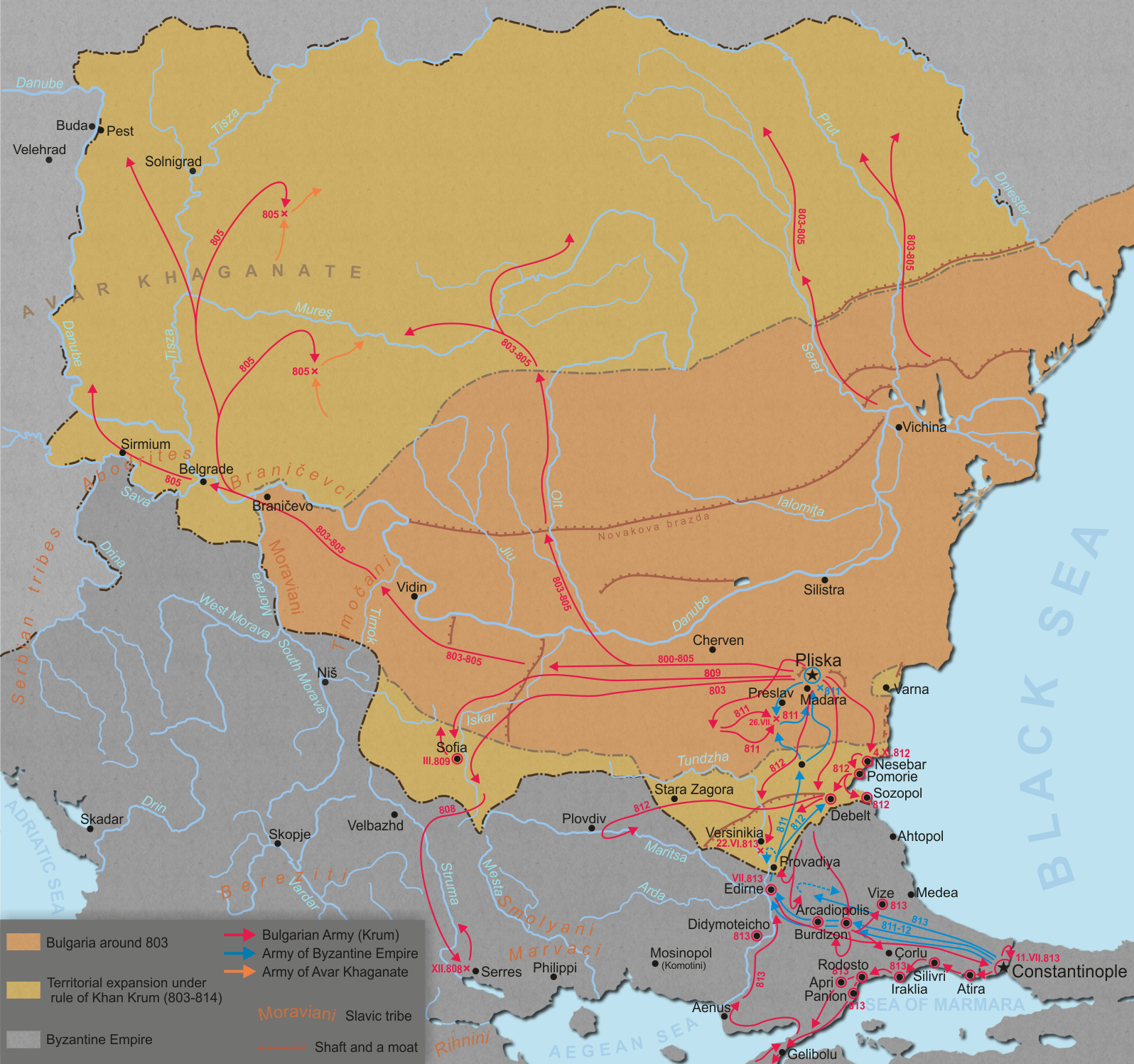
Teritoriální expanze Bulharska

Krumova dynastie byla bulharská chánská a carská (Preslav a Ochrid) dynastie v 9. a 10. století. Patřili do ní největší bulharští vládci Krum, Omurtag, Boris I., Symeon I. a Petr I. Bulharský. Mezi potomky Krumovy dynastie byli také vládci Sedmihradska.[zdroj⁠?!]

## Dynastie
| Krum                  | 803 - 814 |
| Omurtag               | 815 - 831 |
| Malamir               | 831 - 836 |
| Presijan              | 836 - 852 |
| Boris I.              | 852 - 889 |
| Vladimír I. Bulharský | 889 - 893 |
| Symeon I.             | 893 - 927 |
| Petr I.               | 927 - 969 |
| Boris II.             | 969 - 971 |
| Roman I.              | 977 - 991 |